# Ставару (Олт)
Ставару (рум. Stăvaru) насеље је у Румунији у округу Олт у општини Урзика. Oпштина се налази на надморској висини од 95 m.

## Становништво
Према подацима из 2002. године у насељу је живело 947 становника, од којих су сви румунске националности.